# Jacques Rensburg (hockeyer)
Jacques Édouard Rensburg (Brussel, 8 juni 1903) was een Belgisch hockeyer.

## Levensloop
Rensburg was actief bij La Rasante.
Hij maakte deel uit van het Belgisch hockeyteam. Hij maakte deel uit van de nationale ploeg die deelnam aan de Olympische Zomerspelen van 1936. Voor de Olympische Zomerspelen van 1928 was hij reservespeler.